# Aleksandr Stolper
Aleksandr Stolper (russisk: Александр Борисович Столпер) (født 12. august 1907 i Daugavpils i det Russiske Kejserrige, død 12. januar 1979 i Moskva i Sovjetunionen) var en sovjetisk filminstruktør og manuskriptforfatter.

## Filmografi
- Tjetyre vizita Samjuelja Vulfa (Четыре визита Самюэля Вульфа, 1934)
- Livets lov (Закон жизни, 1940)[1][2]
- Fyr fra vores by (Парень из нашего города, 1942)
- Vent paa mig (Жди меня, 1943)
- Dage og nætter (Дни и ночи, 1944)
- En historie om en rigtig person (Повесть о настоящем человеке, 1948)
- Langt fra Moskva (Далеко от Москвы, 1950)
- Doroga (Дорога, 1955)
- Nepovtorimaja vesna (Неповторимая весна, 1957)
- Trudnoje stjastje (Трудное счастье, 1958)
- Zjivyje i mjortvyje (Живые и мёртвые, 1964)
- Vozmezdie (Возмездие, 1967)
- Tjetvjortyj (Четвёртый, 1972)